# Mima
Mima (美馬市, Mima-shi) é uma cidade japonesa localizada na província de Tokushima.
Em 2007 a cidade tinha uma população estimada em 33 585 habitantes e uma densidade populacional de 91,4 h/km². Tem uma área total de 367,38 km².
Recebeu o estatuto de cidade a 1 de Março de 2005.